# Hadriaan van Nes
Hadriaan van Nes (født 7. august 1942 i Gorinchem, død 9. oktober 2024) var en hollandsk roer.
Van Nes vandt VM-guldmedalje i toer med styrmand ved VM 1966 i Jugoslavien. Han deltog i samme disciplin ved OL 1968 i Mexico City, sammen med Herman Suselbeek og styrmand Roderick Rijnders (disse to var ikke med til at vinde VM-guld). I det indledende heat blev hollænderne nummer tre, hvilket betød, at de skulle i opsamlingsheat. Her vandt de klart og var dermed i semifinalen. Her opnåede de en andenplads, meget tæt på de østtyske vindere. I finalen vandt Italien guld med cirka to sekunders forspring til den hollandske båd, der dermed fik sølv, mens Danmark fik bronze.
Hans datter Eeke van Nes, har også vundet OL-medaljer i roning.

## OL-medaljer
- 1968:  Sølv i toer med styrmand